# Hamnet (película)
Hamnet es una próxima película de drama histórico de 2025 dirigido por la cineasta Chloé Zhao y coescrito junto a Maggie O'Farrell, basado en la novela homónima bajo el mismo nombre de 2020 escrita por la propia Maggie O'Farrell. 
La película será distribuida por Focus Features en Estados Unidos y tendrá un estreno limitado el 27 de noviembre de 2025 en dicho país, para extenderse nacionalmente el 12 de diciembre. Internacionalmente, está distribuida por Universal Pictures.

## Reparto
- Jessie Buckley como Agnes Shakespeare
- Paul Mescal como William Shakespeare
- Joe Alwyn como Bartholomew
- Emily Watson como Mary
- Jacobi Jupe como Hamnet Shakespeare
- Jack Shalloo como Marcellus
- David Wilmot como John

## Producción
En 2022, se anunció una producción teatral que adaptaría la novela de 2020 de Maggie O'Farrell titulada Hamnet, además una adaptación en película también se estaría desarrollando por la productora Hera Pictures junto a Neal Street Productions. En abril de 2023, Chloé Zhao fue contratada para dirigir y escribir la pelíucla junto a O'Farrell. En mayo, Paul Mescal y Jessie Buckley fueron tentados para protagonizarla. Mescal confirmó dichos rumores en una entrevista en enero de 2024.
La fotografía principal originalmente estaba programada para inciar en la ciudad de Londres el 3 de junio de 2024. Sin embargo, comenzó en la ciudad de Wales el 29 de julio, y terminó el 30 de septiembre. Joe Alwyn y Emily Watson se unieron al reparto en agosto junto a Steven Spielberg como productor. Łukasz Żal fue contratado para la fotografía de la misma y Max Richter como compositor.

## Estreno
En julio de 2025, fue anunciada para su estreno mundial en competición oficial  como parte del programa de la 50º edición  del  Toronto International Film Festival, la cual se proyectará en la noche del 7 de septiembre de 2025.